# 鹿骨市
鹿骨市（ししぼねし）は、07th Expansionの同人ゲームおよびそれを原作とする漫画・アニメ『ひぐらしのなく頃に』や、竜騎士07の小説『怪談と踊ろう、そしてあなたは階段で踊る』に登場する架空の市である。

## 概要
岐阜県に隣接した××県（県庁所在地は穀倉（ごぐら）市）にある市で、日本海側に近い内陸の豪雪地帯にある。市の花はツツジ。

## 地区名
雛見沢（ひなみざわ）
市のはずれ、県境の山中にある集落。地方公共団体である「村」ではないが、鹿骨市編入後も雛見沢村と呼ばれることが多い。詳細は「雛見沢村」を参照。
高津戸（たかつど）
岐阜県に隣接した雛見沢からさらに山中に入った地域。廃村で居住者もほとんどいない。
谷河内（やごうち）
雛見沢からさらに山中に入った地域。人もほとんど来ない山林である。
松本（まつもと）
ダム計画で水没地域に入っていた地域。
興宮（おきのみや）
雛見沢から急坂を下りたところにある街。スーパーなどの商業施設に加えて警察署や図書館などの施設があり、近隣地区における行政的・商業的中心の役割を果たしている。住民には雛見沢出身者が多く、雛見沢に本拠を構える園崎家の政治的・経済的影響力が強い。
鹿骨繁華街
暇潰し編に登場。興宮から遠く離れた駅の駅前に広がっている。通称か正式名称かは不明。

## 交通
市内には鉄道が通っている。興宮には興宮駅、鹿骨繁華街周辺にも駅がひとつある。

## 市内の施設
興宮警察署
興宮にある警察署。
鹿骨警察署
興宮署と共に、市内にある警察署。
鹿骨市立図書館
普通の公立図書館ではあるが、特に雛見沢関連の伝承に関する資料が充実している。雛見沢などを管轄する児童相談所が敷地内に併設されている。皆殺し編の主要な舞台のひとつ。
鹿骨市立興宮小学校
雛見沢を含む地域を学区とする小学校。しかし一部の児童は雛見沢が独自に設立した分校に通い、市も黙認している。グラウンドは少年野球チーム興宮タイタンズの練習場であり、同じく雛見沢分校のチームの練習もここで行われている。
エンジェルモート
魅音と詩音の叔父の義郎が経営するファミリーレストラン。昭和の時代とは思えない大胆なウェイトレスの衣装で有名で、全国から愛好するおたくが訪れる。デザートフェスタという定期的なイベントがあり、その際には特に混雑する。「ひぐらしのなく頃に業」の猫騙し編では、発症した圭一が驚異的な殺傷力で複数の店員と客を惨殺。沙都子もいたが生死不明。レナとも交戦するが、即座に殺害。最後に雛見沢症候群の薬が頭の中にあると言った梨花を撲殺するなど新たな惨劇の舞台となった。また漫画版の猫騙し編では、この世界に移動してきた梨花を発症した圭一が殴打。アニメ版と同じく店員と客を惨殺していた他、レナと詩音に悟史の金属バットの一撃を喰らわせており、圭一の殺戮に泣きながら驚愕する魅音を、詩音の眼前で撲殺。続けて姉が好意を寄せていた想い人が悟史の金属バットで撲殺するという暴挙を目の当たりにしたことで、泣きながら糞野郎と唾棄した詩音を一撃で撲殺。さらに足にしがみつくレナも数回殴打して撲殺するなど、より残酷に圭一の仲間殺しの舞台として描かれている。
セブンスマート
食品スーパー。雛見沢住民にとって食料や日用品を手に入れる主要な商店となっている。煎餅を3袋買うと3割引になる。

## モデルとなった土地
- 雛見沢村のモデルは岐阜県大野郡白川村の白川郷である。
- 作中で岐阜県が隣県のように語られたり、石川県が同じ地方であるように語られたりと、設定上雛見沢村や鹿骨市のある××県が富山県であるような描写がある。これは原作者の竜騎士07が当初、白川郷が富山県にあると勘違いしていたことによるもの[2]。
- 興宮駅のモデルは千葉県千葉市緑区土気（とけ）町にあるJR外房線土気駅、興宮の中心街のモデルは土気駅付近である。土気町の隣には高津戸町という地名もある。
- 作中で出てくる「興宮」「鹿骨」「谷河内」「松本」「上一色」「宇喜田」といった地名が東京都江戸川区に実在の地名として存在する。西葛西駅および葛西駅周辺はエンジェルモートや興宮署などのモデルでもある。